# Kuchnia krymskotatarska

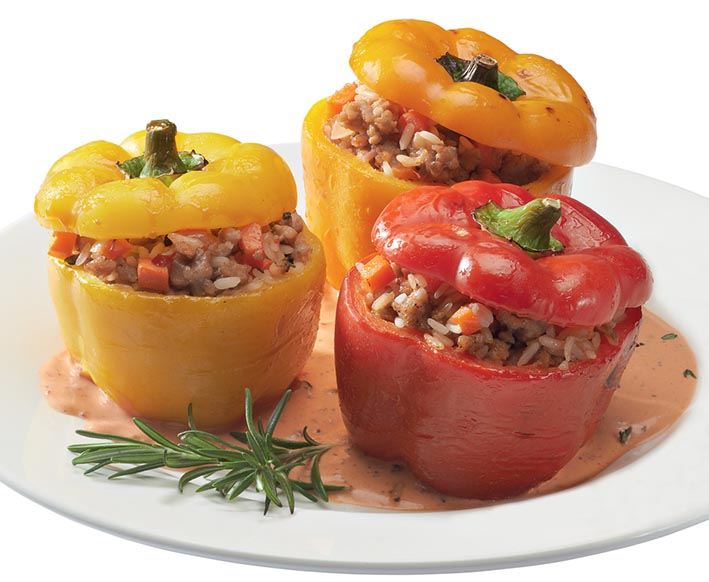
Dolmaqirim

Kuchnia krymskotatarska – kuchnia Tatarów krymskich, którzy mieszkają na Półwyspie Krymskim. 

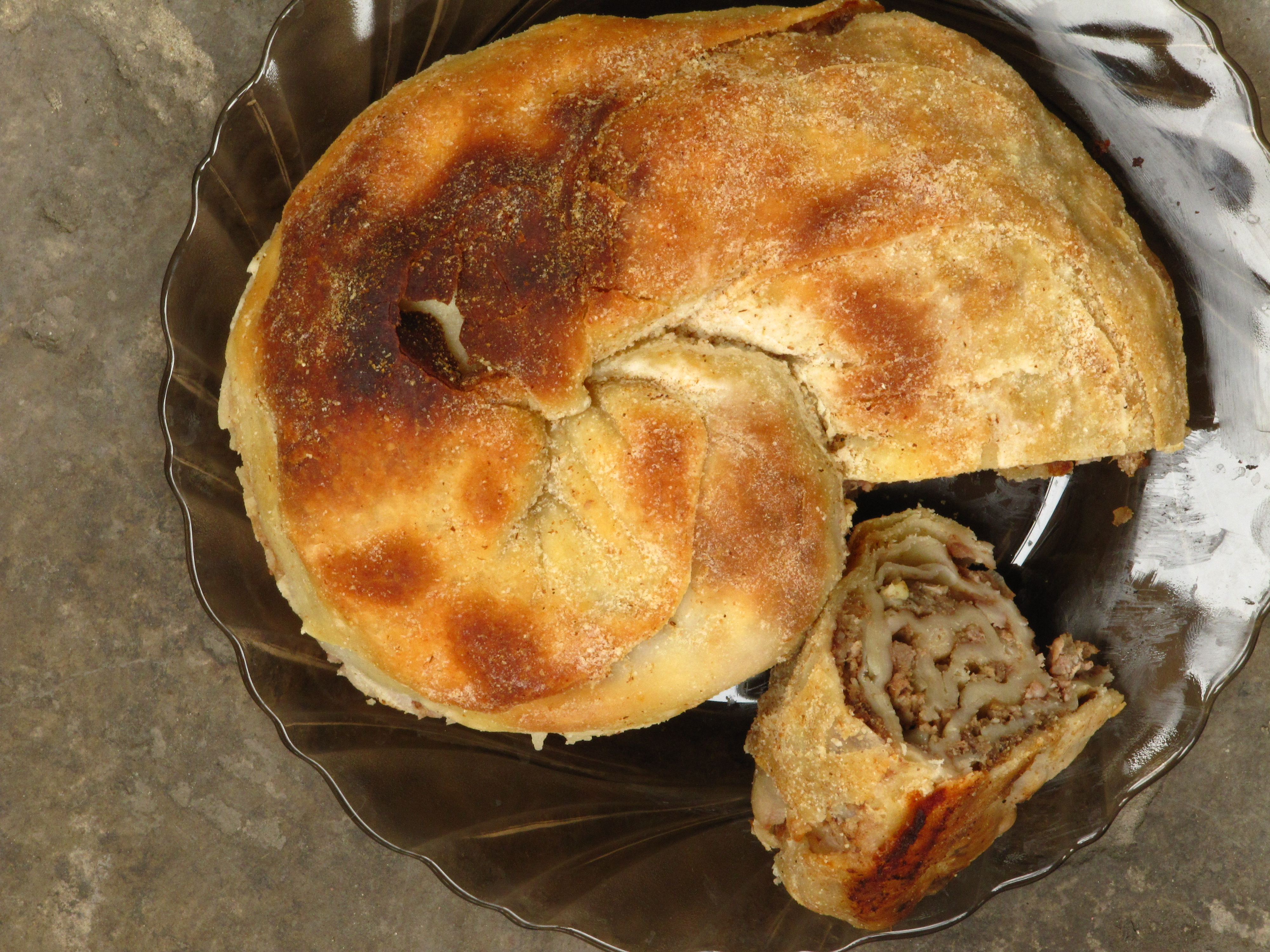
Sarburma

## Opis
Tradycyjna kuchnia Tatarów krymskich jest podobna do kuchni Greków, Włochów, ludów bałkańskich, Nogajów, mieszkańców  Kaukazu Północnego i Tatarów nadwołżańskich, chociaż niektóre potrawy narodowe i nawyki żywieniowe różnią się w zależności od regionalnej podgrupy Tatarów Krymskich. Na przykład ryby i produkty są bardziej popularne wśród potraw Tatarów południowobrzeżnych (Jalibojlu i Tat), podczas gdy mięso i nabiał są bardziej rozpowszechnione w kuchni Tatarów stepowych. Wiele uzbeckich potraw zostało włączonych do narodowej kuchni krymskotatarskiej w wyniku  akcji wysiedleńczej w 1944 r. Dania te stały się powszechne na Krymie po powrocie z wywózki. Uzbecka samsa, lagman i pilaw są sprzedawane w większości tatarskich przydrożnych kawiarni na Krymie jako dania narodowe. Z kolei niektóre potrawy krymskotatarskie, w tym czebureki, zostały przyjęte przez społeczności spoza Krymu (z Turcji i Kaukazu Północnego).
W Polsce dania kuchni krymskotatarskiej są znane z uwagi na dawno osiadłą etniczną mniejszość tatarską oraz ze względu na napływ ludności z Krymu po aneksji Krymu przez Rosję w 2014 r. oraz po inwazji Rosji na Ukrainę w 2022 r..

## Tradycyjne dania kuchni krymskotatarskiej[3][9]

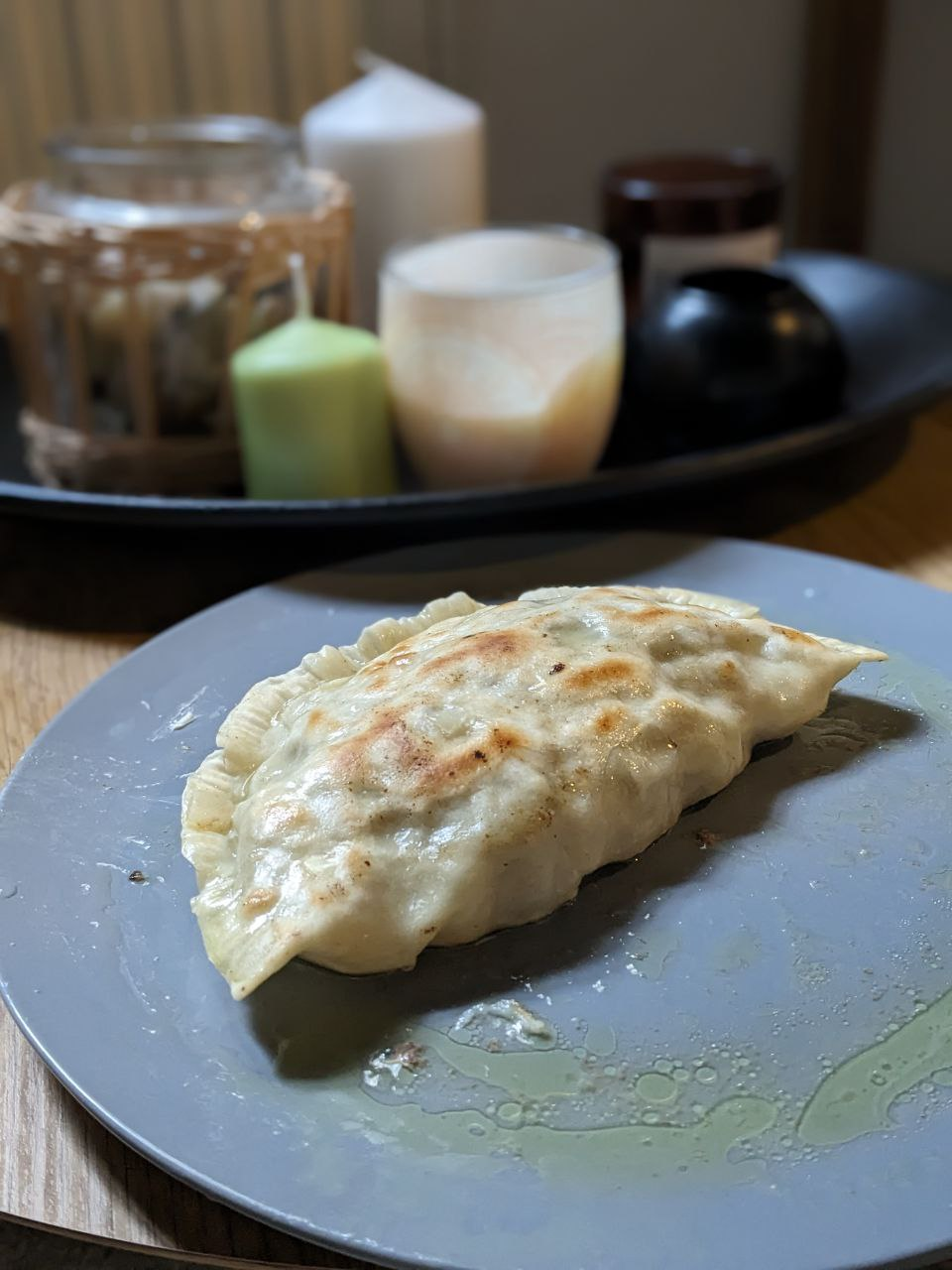
Jantyk

- JantykCzeburek, smażony placek z nadzieniem z mielonego mięsa i cebuli. Wykonany z jednego okrągłego kawałka ciasta złożonego nad nadzieniem w kształcie półksiężyca. Jest to narodowa potrawa Tatarów krymskich, popularna również w diasporach krymskotatarskich w Turcji, Rumunii, Rosji i Uzbekistanie.
- Pierekaczewnik, birma, tradycyjne krymskie danie mięsne
- Jantyk, czeburek, który jest grillowany, a nie smażony.
- Köbete, tradycyjny placek z nadzieniem ryżowo-kukurydzianym zapiekany między dwiema warstwami ciasta. Serwowane jako danie główne, köbete może być wykonane z alternatywnymi nadzieniami, takimi jak ryż i mięso, mięso z ziemniakami i cebulą, a nawet ziemniaki i ser.
- Tabaq börek, małe pierożki z nadzieniem mięsnym gotowane w bulionie i podawane jako danie główne lub zupa (qashiq börek).
- Göbädiä (lub gubadia), ciasto weselne z warstwami mięsa, ryżu, posiekanych jajek, rodzynek i qurt (suchy biały ser).

- Szurpa, zupa mięsna z dużymi kawałkami wołowiny i baraniny, cebulą, marchewką i innymi warzywami.
- Baqla ash, zupa z zielonego groszku lub fasoli, danie wegetariańskie.
- Sheker qiyiqs, tradycyjny deser.
- Qirim dolmasi, papryka z mięsem (zobacz też: dolmades)
- Sarma(inne języki), mięso zawinięte w liście winogron
- Beshbarmaq, danie szczególnie popularne wśród subetnicznej grupy stepowej.
- Ajran, napój narodowy
- Pita, tradycyjny chleb
- Tatarasz, pierożki, zupa z pierożkami